# Johan Nils Asplind

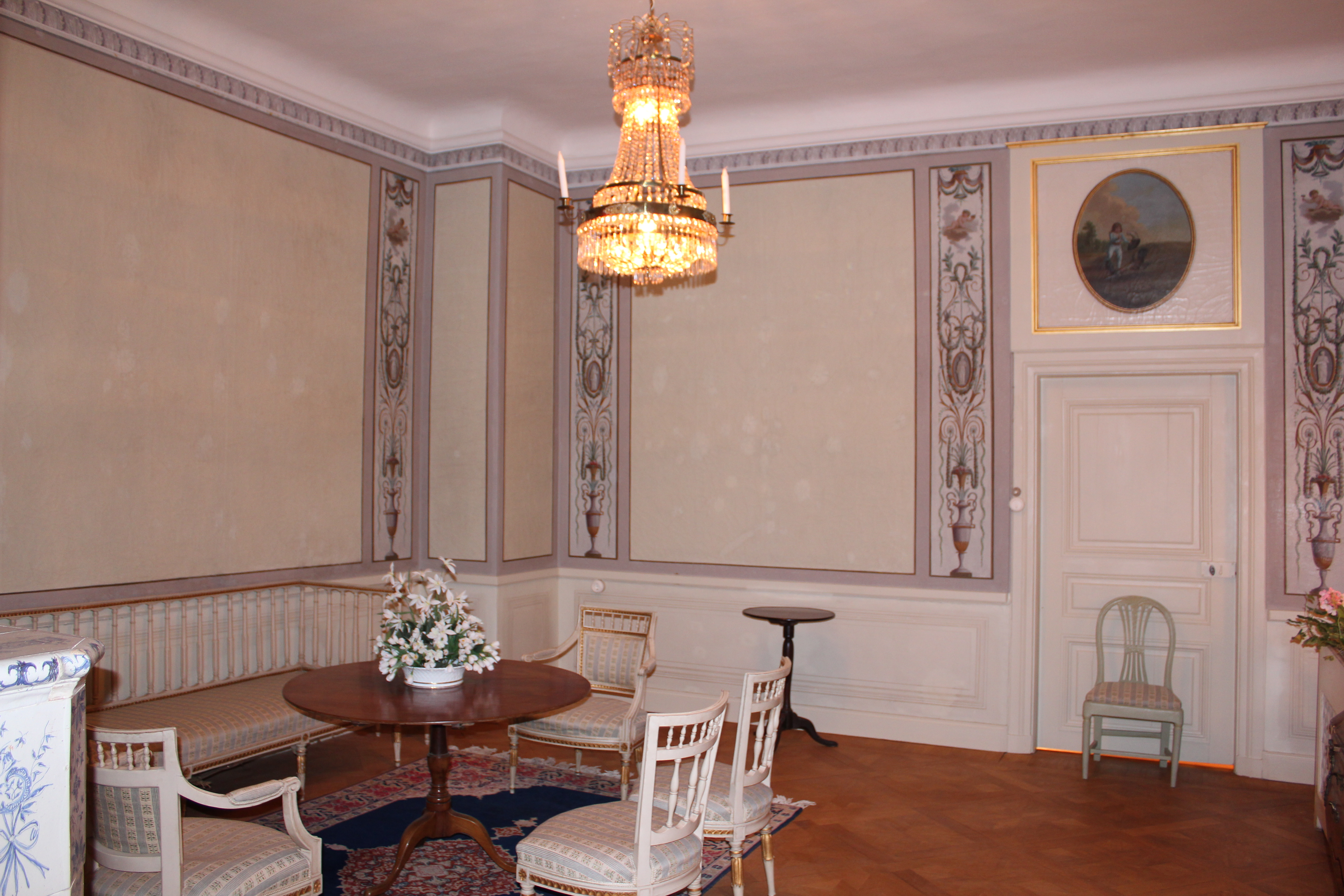
Interiörmålningar på Stjärnsunds herrgård av Johan Nils Asplind

Johan Nils Asplind, född 1756 Harakers socken i Västmanland, död 1820 i Falun, var en svensk dekorationsmålare och rådman.
Johan Nils Asplind utbildade sig enligt egen uppgift i teckning och målning på Kungliga Konstakademien i Stockholm. Han etaberade sig som dekorationsmålare med egen verkstad i Falun 1785. Han kallade sig  ”Konglig Hofmålare” på basis av arbeten för kungahuset.  Han var skolad i rokokostil, men följde med i skiftet till nyklassicism under slutet av 1700-talet.
Han hade uppdrag på herrgårdar och bruk i Dalarna och Gästrikland, framför allt för målningar på lokalt tillverkade fällbord, byråar, klockfodral och skrin samt inredningsarbeten som målningar på uppfordrade dukar till exempel som dörröverstycken. Större inredningsuppdrag hade han till exempel på Hofors herrgård och med väggmålningar efter skisser av Louis Masreliez i bland annat galleriet i länsresidenset i Falun.
På Stjärnsunds herrgård utförde han interiörmålningar, som målade tapeter och takbårder både i början av 1780-talet och slutet av 1790-talet. De tidiga målningarna dominerades av idylliska motiv med fruktkorgar och blomsterängar, de senare av antika motiv. Asplind finns representerad vid Nationalmuseum i Stockholm.